# Pirata alachuus
Pirata alachuus är en spindelart som beskrevs av Willis J. Gertsch och Wallace 1935. Pirata alachuus ingår i släktet Pirata och familjen vargspindlar. Inga underarter finns listade i Catalogue of Life.